# Quettetot
Quettetot era una comuna francesa situada en el departamento de Mancha, de la región de Normandía, que el 1 de enero de 2016 pasó a ser una comuna delegada de la comuna nueva de Bricquebec-en-Cotentin al fusionarse con las comunas de Bricquebec, Les Perques, Le Valdécie, Le Vrétot y Saint-Martin-le-Hébert.

## Demografía
| Gráfica de evolución demográfica de Quettetot entre 1800 y 2014 |
|                                                                 |

Los datos demográficos contemplados en este gráfico de la comuna de Quettetot se han cogido de 1800 a 1999 de la página francesa EHESS/Cassini, y los demás datos de la página del INSEE.